# Heraclia hornimani
Heraclia hornimani là một loài bướm đêm trong họ Noctuidae.